# Comostola haplophanes
Comostola haplophanes là một loài bướm đêm trong họ Geometridae.